# Luzula picta
Luzula picta là một loài thực vật có hoa trong họ Juncaceae. Loài này được A.Rich. mô tả khoa học đầu tiên năm 1832.